# Vegachí
Vegachí est une municipalité située dans le département d'Antioquia, en Colombie.